# جيمي لوري (مغني)
جيمي لوري (بالإنجليزية: Jamie Laurie)‏ هو مغني أمريكي، ولد في 6 أكتوبر 1977 في دنفر في الولايات المتحدة.

## وصلات خارجية
- جيمي لوري على موقع ميوزك برينز (الإنجليزية)
- جيمي لوري على موقع ديسكوغز (الإنجليزية)